# Die Geburt, WAB 69
Die Geburt (La naissance), WAB 69, est une œuvre chorale composée par Anton Bruckner en 1851, lors de son séjour à Saint-Florian.

## Historique
Bruckner a composé l'œuvre sur un texte d'un auteur inconnu en 1851, lors de son séjour à l'Abbaye de Saint-Florian. Le 19 mars 1852, il a dédié l'œuvre à son ami Josef Seiberl pour fêter sa fête du nom. On ne sait pas si elle a été exécutée à cette époque,.
Le manuscrit original est archivé à la ville de Wels. L'œuvre, qui a d'abord été publiée dans le Volume II/2, pp. 147-150, de la biographie Göllerich/Auer,, est éditée dans le Volume XXIII/2, no 8 de la Bruckner Gesamtausgabe.

## Texte
Die Geburt utilise un texte d'un auteur inconnu.
| Es landet ein Fremdling im Hafen der Welt, Hat Mangel an allem, an Nahrung und Geld. O Fremdling, o setze den Fuß auf das Land, Wir reichen dir alle so freundlich die Hand. Herein, herein, herein, Sollst lieber Verwandter uns sein. Und hast du das deine dann redlich getan, So kannst du dem Vater im Himmel dich nah'n, Dann preisen dich Menschen und freuen sich dein Und wiegen im schlummernden Grabe dich ein. Zur Ruh', zur Ruh', zur Ruh, So gehörst du der Heimat dann zu. | Un étranger débarque au port du monde, Manquant de tout, de nourriture et d'argent. O étranger, pose tes pieds sur la terre, Nous te donnons tous tendrement la main. Viens, viens, viens, Tu deviendras notre cher enfant. Et quand tu auras pris cette responsabilité, Tu pourras alors approcher le Père au Ciel, Les gens chanteront ta louange et se réjouiront de toi, Et te déposeront pour dormir dans ta tombe. Au repos, au repos, au repos, Tu rejoindras ainsi ta [céleste] patrie. |

## Composition
L'œuvre de 25 mesures en ré bémol majeur est conçue pour chœur d'hommes (TTBB). Les feurige (ardentes) 12 premières mesures, par périodes de 4 mesures, sont à répéter trois fois  - prévu vraisemblablement pour quatre couplets, mais dont un seul a été retrouvé. À partir de la mesure 13, Und hast du das deine dann redlich getan, l'œuvre d'allure schubertienne évolue plus calmement jusqu'à sa fin.

## Discographie
Il n'y a pas encore d'enregistrement de Die Geburt.

## Sources
- August Göllerich, Anton Bruckner. Ein Lebens- und Schaffens-Bild, vers 1922 – édition posthume par Max Auer, G. Bosse, Ratisbonne, 1932
- Anton Bruckner – Sämtliche Werke, Band XXIII/2: Weltliche Chorwerke (1843-1893), Musikwissenschaftlicher Verlag der Internationalen Bruckner-Gesellschaft, Angela Pachovsky et Anton Reinthaler (Éditeurs), Vienne, 1989
- Cornelis van Zwol, Anton Bruckner 1824-1896 – Leven en werken, uitg. Thot, Bussum, Pays-Bas, 2012.  (ISBN 978-90-6868-590-9)
- Uwe Harten, Anton Bruckner. Ein Handbuch. Residenz Verlag, Salzbourg, 1996.  (ISBN 3-7017-1030-9).
- Crawford Howie, Anton Bruckner - A documentary biography, édition révisée en ligne